# 102 Dalmatians: Puppies to the Rescue
102 Dalmatians: Puppies to the Rescue é um jogo eletrônico de 2000 baseado no filme 102 Dálmatas da Walt Disney desenvolvido pela Crystal Dynamics e distribuído pela Eidos Interactive.

## Elenco de dubladores
- Susan Blakeslee como Cruella de Vil (creditada como Susanne Blakeslee)
- Molly Marlette como Oddball
- Frankie Muniz como Domino
- Barbara Dirikson como Dottie
- Jeff Bennett como Dipstick, Jasper e Shellby
- Maurice LaMarche como Horace
- Jess Harnell como LePelt
- Eric Idle como Waddlesworth
- Nancy Cartwright como Fidget
- Eddie Izzard como Sgt. Tibs
- Tress MacNeille como Ivana
- Rob Paulsen como Fluffy
- Drew Varley como Chester
- John Partridge como Manny
- Kath Soucie como Priscilla
- Sherry Lynn como Crystal